# Дзерфалиу
Дзерфалѝу (на италиански: Zerfaliu; на сардински: Tzorfoliu, Цорфолиу) е село и община в Южна Италия, провинция Ористано, автономен регион и остров Сардиния. Разположено е на 15 m надморска височина. Населението на общината е 1181 души (към 2010 г.).